# Терка (Румунія)
Терка (рум. Terca) — село у повіті Бузеу в Румунії. Входить до складу комуни Лопетарі.
Село розташоване на відстані 124 км на північ від Бухареста, 46 км на північний захід від Бузеу, 117 км на захід від Галаца, 73 км на схід від Брашова.

## Населення
За даними перепису населення 2002 року у селі проживали 569 осіб, з них 568 осіб (99,8 %) румунів. Рідною мовою 568 осіб (99,8 %) назвали румунську.